# Royal Canadian Horse Artillery
Pour les articles homonymes, voir RCHA.
Royal Canadian Horse Artillery (RCHA), littéralement « Artillerie à cheval royale canadienne », est le nom donné aux unités régulières d'artillerie de campagne des Forces canadiennes depuis 1871.

## Unités
En 2019, trois régiments sont en activité :
- 1st Regiment, RCHA, la plus ancienne unité de la composante régulière des Forces canadiennes. Fait partie du 1er Groupe-brigade mécanisé du Canada.
- 2nd Regiment, RCHA
- 5e Régiment d'artillerie légère du Canada

## Équipement
- LG1 Mark II : 28, livré entre 1996 et novembre 1997.

## Armes équivalentes
- Royal Horse Artillery